# Margarita Corro Mendoza
Margarita Corro Mendoza (Tierra Blanca, Veracruz, 2 de julio de 1957) es una odontóloga, ganadera y política mexicana, miembro actual del partido Morena y con anterioridad del Partido de la Revolución Democrática (PRD). Ha sido diputada al Congreso de Veracruz y es diputada federal para el periodo de 2024 a 2027.

## Biografía
Es licenciada en Odontología. Se ha dedicado a la ganadería, y como tal fue integrante fundadora de la organización El Barzón en Tierra Blanca y de 1990 a 1994 fue presidenta de las damas voluntarias de la Cruz Roja Mexicana. De 2002 a 2004 fue consejera ciudadana ante el Órgano de Gobierno del Organismo Operador del Agua Potable y Alcantarillado de Tierra Blanca.

### Trayectoria política
En las elecciones estatales de 2007 fue postulada por el PRD como candidata a presidenta municipal de Tierra Blanca, donde no logró la victoria que correspondió al candidato del PRI Alfredo Osorio Medina. De 2011 a 2012 fue secretaria del Consejo Directivo, y en 2013 tesorera, ambas de la Asociación Ganadera de Tierra Blanca.
En las elecciones estatales de 2018 es postulada candidata de la coalición Juntos Haremos Historia a diputada por el Distrito 23 local, resultando elegida al recibir el 44.87% de los votos, frente al 31.00% de Gregorio Murillo Uscanga candidato de la coalición Por Veracruz al Frente; ejerciendo la representación en la LXV Legislatura del Congreso del Estado de Veracruz de 2018 a 2021. En ella fue presidenta de la comisión de Medio Ambiente, Recursos Naturales y Cambio Climático.
En 2021 fue postulada a la reelección en el proceso electoral de ese año por el mismo cargo y distrito, resultando nuevamente triunfadora con el 53.45% de los votos, contra el 24.26% del candidato de la coalición Veracruz Va José Manuel Díaz Rodríguez. En la LXVI Legislatura del Congreso del Estado fue presidenta de la Mesa Directiva;  de la comisión de Salud y Asistencia; y, secretaria de la comisión de Transporte, Tránsito y Vialidad.
En las elecciones federales de 2024 fue a su vez candidata a diputada federal por el Distrito 17 de Veracruz por la coalición Sigamos Haciendo Historia, fue elegida con el 62.61% de los votos, frente al 26.45% de Haydee Montero Sánchez candidata de la coalición Fuerza y Corazón por México. En la LXVI Legislatura que tendrá término en 2027, es secretaria de la comisión de Ganadería; e integrante de las comisiones de Desarrollo Urbano y Ordenamiento Territorial; y, de Desarrollo y Conservación Rural, Agrícola y Autosuficiencia Alimentaria.